# Augpunkt (Straßenentwurf)

Sichtweitenmodell bei der Untersuchung der Haltesichtweite im Bereich einer Kuppe

Als Augpunkt (selten auch Augenpunkt genannt) bezeichnet man beim Straßenentwurf einen stilisierten Raumpunkt, der die Position der Augen des Fahrzeugführers einnimmt. Es handelt sich dabei um einen wichtigen Parameter bei der Planung und Überprüfung der Sichtweite von Straßen. In der Schweiz wird dieser Parameter auch Beobachtungspunkt genannt.
Der Augpunkt bildet den Ausgangspunkt für den Sichtstrahl, der vom Auge des Fahrzeugführers bis zum Zielpunkt führt. Die Augpunkthöhe ist dabei abhängig von der Sitzhöhe des Fahrzeugführers über der Fahrbahn. In den Straßenbaurichtlinien wird definiert, wo und in welcher Höhe der Augpunkt angeordnet werden muss. So gilt beispielsweise in Deutschland eine Augpunkthöhe für Pkw-Fahrer von 1,00 Meter und für Lkw-Fahrer von 2,50 Meter über der Fahrbahn.

## Normen und Standards
Deutschland
- Richtlinien für die Anlage von Landstraßen (RAL)
- Richtlinien für die Anlage von Autobahnen (RAA)
- Hinweise zur Visualisierung von Entwürfen für außerörtlichen Straßen (H ViSt)

Österreich
- 03.05.11 Planungsgrundsätze
- 03.05.12 Plangleiche Knoten – Kreuzungen, T-Kreuzungen

Schweiz
- SN 640 090b Projektierung, Grundlagen; Sichtweiten
- SN 640 110 Linienführung; Elemente der vertikalen Linienführung
- SN 640 273a Knoten; Sichtverhältnisse